# Attleborough
Attleborough är en stad och civil parish i grevskapet Norfolk i England. Staden ligger i distriktet Breckland, mellan städerna Norwich och Thetford. Tätorten (built-up area) hade 10 549 invånare vid folkräkningen år 2011.